# Воробьиные попугайчики
Воробьиные попугайчики (лат. Forpus) — род попугаевых.

## Внешний вид
Это очень маленькие попугайчики с длиной тела от 12 до 14,5 см. К характерным особенностям этих попугаев относится форма хвоста. Он у них короткий, закруглённый или клинообразный. Клюв толстый и как бы вздутый по бокам. Самки имеют более скромную окраску. Восковица хорошо выражена, чаще она оперённая, но возле носовых отверстий голая.

## Распространение
Обитают в северо-западной части Южной и Центральной Америке.

## Классификация
В состав рода включают 9 видов:
- Бирюзовокрылый попугай (Forpus spengeli)
- Воробьиный попугайчик (Forpus passerinus)
  - Forpus passerinus cyanophanes
  - Forpus passerinus viridissimus
  - Forpus passerinus cyanochlorus
  - Forpus passerinus deliciosus
  - Forpus passerinus passerinus
- Желтолицый воробьиный попугайчик (Forpus xanthops)
- Мексиканский воробьиный попугайчик (Forpus cyanopygius)
  - Forpus cyanopygius insularis
  - Forpus cyanopygius cyanopygius
- Воробьиный попугайчик Лессона (Forpus coelestis)
- Очковый воробьиный попугайчик (Forpus conspicillatus)
  - Forpus conspicillatus caucae
  - Forpus conspicillatus metae
  - Forpus conspicillatus conspicillatus
- Синекрылый воробьиный попугайчик  (Кобальтовый попугайчик)  (Forpus xanthopterygius)
  - Forpus xanthopterygius flavescens
  - Forpus xanthopterygius flavissimus
  - Forpus xanthopterygius xanthopterygius
- Прибрежный попугайчик (Forpus crassirostris)
- Темноклювый попугай или попугай Склейтера (Forpus modestus)
  - Темноклювый  воробьиный  попугайчик (Forpus modestus sclateri)
  - Forpus modestus modestus